# Lauterecken
Lauterecken è una città di 2.143 abitanti della Renania-Palatinato, in Germania.
Appartiene al circondario (Landkreis) di Kusel (targa KUS) ed è parte della comunità amministrativa (Verbandsgemeinde) di Lauterecken-Wolfstein.
Il suo territorio è bagnato dal fiume Glan.